# Cerdedo-Cotobade
Cerdedo-Cotobade là một đô thị trong tỉnh Pontevedra, Galicia, Tây Ban Nha.
Đô thị Cerdedo-Cotobade được lập năm 2016 từ các đô thị cũ Cerdedo và Cotobade.